# Noordelijke dikbekkanarie
De noordelijke dikbekkanarie (Crithagra donaldsoni; synoniem: Serinus donaldsoni) is een zangvogel uit de familie Fringillidae (vinkachtigen).

## Verspreiding en leefgebied
Deze soort komt voor van zuidelijk Ethiopië en Somalië tot noordelijk Kenia.